# 豊岡市立府中小学校
豊岡市立府中小学校（とよおかしりつ ふちゅうしょうがっこう）は、兵庫県豊岡市日高町野々庄にある公立小学校。
明治元年まで遡る歴史を有する。

## 沿革
- 1868年（明治元年） - 久美浜県知事の支援のもと、有志が明倫舎を開校。
- 1874年（明治7年）7月15日 - 府中小学校に改称。
- 1881年（明治14年） - 現在地に移転。
- 1887年（明治20年） - 府中簡易小学校と改称。
- 1891年（明治24年） - 府中尋常小学校に改称。
- 1893年（明治26年） - 府中尋常高等小学校に改称。
- 1941年（昭和16年）4月1日 - 国民学校令により府中国民学校に改称。
- 1947年（昭和22年）4月1日 - 学制改革により国府村立府中小学校に改称。
- 1955年（昭和30年）3月25日 - 町村合併により日高町立府中小学校に改称。
- 1959年（昭和34年） - 校歌を制定。
- 1974年（昭和49年） - 創立100周年記念式典を挙行。記念事業を実施。
- 1992年（平成4年） - 現在の校舎が竣工。
- 2005年（平成17年）4月1日 - 日高町が豊岡市と合併したことに伴い、豊岡市立府中小学校に改称。

## 周辺
- 西光寺

## 交通アクセス
- 西日本旅客鉄道（JR西日本）山陰本線国府駅で下車し、国道312号を南へ500m。
- 全但バス池上バス停で下車し、国道312号を南へ200m。

## 著名な出身者
- 植村直己（冒険家）[1]

## 通学区域が隣接している学校
- 豊岡市立日高小学校
- 豊岡市立八代小学校
- 豊岡市立八条小学校
- 豊岡市立中筋小学校
- 豊岡市立福住小学校